# 初雪山
初雪山（はつゆきやま）は、飛騨山脈の富山県下新川郡朝日町にある標高1,615mの山。北日本新聞社発表の富山の百山の一つ。

## 概要
初雪山は周囲の山と比べて一段と高く、黒部川扇状地のほぼどこからでも見ることができる。黒部川扇状地から見た場合、山頂が細長く見える。
山頂は気象観測用の高いポールがある広く平らな草原で、後立山連峰や立山連峰の山々が見え、大変展望が良い。
初雪山北斜面は緩やかな傾斜で山スキーに向いていると言われ、多くの人が滑りに訪れる。犬ヶ岳、初雪山、大地山と焼山の稜線も山スキーのルートに向く。
山麓の大平集落では光山と言われていた。その集落では平野部と違い、高い鋭峰に見えるが、谷の奥に見える真っ白な山は薄暗い山中でも光り輝いている驚きの山であったからである。
「富山県山名録」では、「今後に期待したい山」として県東部の山で初雪山を単独で挙げている。

## 地理
境川、小川、黒部川支流黒薙川の源流の山。
山頂はなだらかな高地が楕円形に所在している。その為、地上からの山の遠望が見る位置によって著しく変わる。
周りの山より一段と高い為に冬の西風などの影響から残雪が多い。また、木々は風の影響で、標高の割に著しく卑小化し、山頂は風衝草原のようになる。同じ現象は富山県魚津市にある立山連峰の僧ヶ岳(標高1,855m)にも見られる。

## 自然
山頂では、ニッコウキスゲやオオサクラソウ、チングルマなどの高山植物が自生する。

## 登山
2007年に夏期でも登れる越道峠からの登山道が整備された。この登山道は山頂の気象観測装置の保守の元々荒れていた作業路を再整備したものである。
残雪期には朝日町蛭谷地区から大地山(1,146m)に登り、そこから初雪山まで延びる稜線を歩くルートもある。
日帰りでの往復は可能だが、距離は遠い方であまり余裕はない。